# Władimir Storożenko
Władimir Wiktorowicz Storożenko, ros. Влади́мир Ви́кторович Стороже́нко (ur. 11 kwietnia 1953 w Smoleńsku, zm. 22 września 1982 w Moskwie) – radziecki seryjny morderca i gwałciciel, zwany Dusicielem ze Smoleńska. W latach 1978–1981 zamordował 13 kobiet.

## Życiorys
W młodości Storożenko został skazany za gwałt. Po opuszczeniu kolonii karnej ożenił się i założył rodzinę. Pracował jako kierowca, był opisywany pozytywnie.

## Zbrodnie
Storożenko atakował młode kobiety i dziewczyny w okolicach Smoleńska. Gwałcił je, torturował, zabijał i porzucał w lasach. Za jego zbrodnie aresztowano 4 niewinnych mężczyzn z czego 1 skazano na 9 lat więzienia, zwolniono go po zatrzymaniu Storożenki. On sam, jako milicyjny informator, wiedział o postępach w śledztwie, a nawet pomagał w poszukiwaniach sprawcy.

## Aresztowanie i proces
Storożenkę aresztowano w 1981 r. po tym, gdy jednej z ocalałych ofiar udało się go zidentyfikować na zdjęciu. Przyznał się do popełnienia morderstw i dokładnie je opisał. W domu Storożenki, znaleziono sztabkę zrobioną ze stopionej biżuterii ofiar. Brat zatrzymanego, Siergiej przyznał się, że wiedział o jego zbrodniach i przechowywał tę sztabkę. 12 kwietnia 1982 r. Storożenko został skazany na karę śmierci przez rozstrzelanie. Wyrok wykonano 5 miesięcy później. Jego brat został skazany na 15 lat pozbawienia wolności